# The Album (Jeckyll & Hyde)
The Album - debiutancki album holenderskiego duetu Jeckyll & Hyde wydany 23 maja 2007 roku.

## Lista utworów
1. Intro
2. La Dans Macabre
3. Lost in Space
4. Frozen Flame
5. The Lost Files
6. The Flipside
7. Precious Dreamer
8. Freefall
9. Frozen Flame (Wezz & Fisher Extended Mix)
10. Lost in Time
11. Kick This One
12. In Trance Of
13. Time Flies
14. End of Time
15. Play It Loud (Noise Provider Remix)
16. Universal Nation